# Hugo Alimi
Pour les articles homonymes, voir Alimi.
Hugo Alimi est un joueur français de volley-ball né le 18 décembre 1992. Il mesure 1,94 m et joue Réceptionneur-attaquant. Il est un des plus grands espoirs mondiaux.

## Clubs
| Club           | Pays   | De        | À |
| -------------- | ------ | --------- | - |
| Montpellier UC | France | 2010-2011 | … |